# Kẻ vô hình (phim 2020)
Kẻ vô hình (tiếng Anh: The Invisible Man) là một bộ phim điện ảnh thuộc thể loại kinh dị khoa học viễn tưởng công chiếu năm 2020 được Leigh Whannell viết kịch bản kiêm đạo diễn. Bộ phim kể về một người phụ nữ tin rằng cô đang bị người bạn trai vũ phu và giàu có của mình theo dõi ngay cả sau khi anh ta tự tử. Cuối cùng cô suy luận rằng anh ta có được khả năng trở nên vô hình.  Phim có sự tham gia của Elisabeth Moss, Aldis Hodge, Storm Reid, Harriet Dyer, Michael Dorman và Oliver Jackson-Cohen. Đây là một bộ phim hợp tác quốc tế của Hoa Kỳ và Úc.
Việc phát triển một bộ phim mới dựa trên cuốn sách năm 1897 của H. G. Wells bắt đầu từ đầu năm 2006. Dự án được hồi sinh như một phần của vũ trụ điện ảnh chia sẻ của Universal năm 2016, dự định bao gồm những con quái vật kinh điển của họ, với Johnny Depp gắn liền với vai chính trong vai trò tiêu đề. Sau khi The Mummy được phát hành vào năm 2017 do thất bại nghiêm trọng và tài chính, sự phát triển đã bị dừng lại trên tất cả các dự án. Đầu năm 2019, hãng phim đã thay đổi kế hoạch của họ từ vũ trụ nối tiếp sang phim dựa trên cách kể chuyện cá nhân và dự án phát triển lại. Chụp ảnh chính kéo dài từ tháng 7 đến tháng 9 năm 2019 tại Sydney, Úc.
Kẻ vô hình được phát hành tại Hoa Kỳ và Việt Nam vào ngày 28 tháng 2 năm 2020, bởi Universal Pictures. Bộ phim đã nhận được đánh giá tích cực từ các nhà phê bình, với lời khen ngợi về diễn xuất của Moss, hiện đại hóa sáng tạo cốt truyện của tiểu thuyết và sự kết hợp của sự sợ hãi với "một câu chuyện thông minh về cách mọi người có thể bị thao túng và lạm dụng trong các mối quan hệ có hại".  Bộ phim đã thu về 131 triệu đô la trên toàn thế giới so với ngân sách 7 triệu đô la và hiện là bộ phim có doanh thu cao thứ năm vào năm 2020. Do các rạp chiếu đóng cửa đại dịch COVID-19 trên toàn thế giới, Universal tuyên bố bộ phim sẽ được cung cấp cho thuê kỹ thuật số chỉ sau bốn tuần sau khi nó được phát hành.

## Nội dung
Để thoát khỏi Adrian – người bạn trai gia trưởng, thích kiểm soát và bạo hành mình, Cecilia đã cho thuốc ngủ vào ly nước của người mình yêu. Khi người yêu đã ngủ say, cô vội đi rửa ly nước chứa phần thuốc còn lại để phi tang, sau đó lén lấy hành lý cất trong tủ đồ, tắt hết chuông báo động và camera để trốn thoát ra ngoài. Khi đã ra đến ga ra xe, chú chó Zeus của Adrian xuất hiện. Cecilia muốn mang chú theo nên gỡ vòng cổ cho Zeus, ai dè Zeus đụng phải thân xe ô tô và tiếng còi vang lên. Cecilia hốt hoảng leo tường, băng qua khu rừng và chạy thẳng đến con đường – nơi cô đã hẹn em gái mình tới đón.
Đúng lúc đó, Adrian  tỉnh dậy, đuổi theo và bắt kịp chị em Cecilia nhưng 2 người đã phóng ô tô chạy thoát. Cecilia đến nhà của bố con James và Sydney – một người bạn thân của  cô, đồng thời dặn em gái mình không được lui tới đây để tránh bị lộ. Suốt 2 tuần sau đó, Cecilia vẫn bị ám ảnh, lo sợ Adrian bắt về nên cô không dám bước chân ra đường nửa bước.
Một ngày nọ, em gái Cecilia đến nhà James gặp cô và báo tin về việc Adrian đã tự tử tại nhà riêng. Cecilia tiết lộ lý do cô phải chạy trốn Adrian với James và em gái. Cơn ác mộng của cô tưởng chừng đã qua cho đến khi cô nhận được một lá thư gửi đến địa chỉ nhà James với nội dung Cecilia được hưởng thừa kế theo di chúc của Adrian.
Ngày hôm sau, Cecilia và em gái đến gặp Tom – em trai của Adrian. Anh ta công bố về quyền thừa kế của Cecilia trị giá lên đến 5 triệu USD, được chia đều hàng tháng trong vòng 4 năm tới với điều kiện cô không có tiền án tiền sự và có đủ năng lực dân sự. Với khoản tiền kếch xù trên, Cecilia mở 1 tài khoản học bổng cho Sydney để nhỏ có đủ tài chính vào học trường đại học. Đêm đó, James, Sydney và Cecilia vui vẻ say sưa với nhau. Trong cơn say, Cecilia cứ có cảm giác có ai đó đang theo dõi mình.
Từ đây, hàng loạt những chứng cứ cho thấy có một Kẻ vô hình đang rình mò Cecilia như việc: Bếp ga bỗng nhiên bật to, chiếc dao ở bếp biến mất hay có kẻ kéo mền và chụp ảnh khi cô và Sydney đang ngủ. Thậm chí, hắn còn đánh tráo các bản thảo thiết kế của Cecilia, khiến cô bị á khẩu khi đi phỏng vấn xin việc và ngất xỉu đến mức phải nhập viện.
Trở về từ bệnh viện, Cecilia nhận được điện thoại của bác sĩ báo rằng lý do cô bị xỉu là do có một lượng lớn thuốc ngủ (loại mà cô cho Adrian uống) trong máu, khiến cô bị hạ huyết áp. Đúng lúc đó, Cecilia thấy lọ thuốc ngủ mình đánh rơi khi trốn thoát khỏi nhà Adrian bỗng dưng xuất hiện tại bồn rửa mặt nhà James.
Cecilia quả quyết rằng Adrian chưa chết và hắn đang rình mò, đày đọa cô. Chính vì vậy, cô và James đã hẹn gặp Tom để nói cho ra nhẽ. Tom thuyết phục Cecilia rằng cô đang bị Adrian ám ảnh vì đó là khả năng ghê gớm nhất của anh ta. Sự thực là Adrian đã chết và Tom mong rằng Cecilia hãy cố gắng loại bỏ anh ta ra khỏi đầu.
Chẳng ai tin cảm nhận của Cecilia nên cô đến nhà em gái để tâm sự. Tuy nhiên, cô lại bị em gái than trách và từ chối gặp vì nội dung email mà Cecilia đã gửi cho em gái cô sáng nay. Cecilia vội chạy về nhà kiểm tra laptop vì cô biết rằng mình đâu gửi lá thư đó. Cô đau đớn, sợ hãi khi thấy những dòng chữ đay nghiến, thậm chí là bảo em gái cô đi chết đi từ chính địa chỉ mail của mình.
Sydney thấy Cecilia như vậy nên vào an ủi. Bất chợt cô bé bị ai đó đánh 1 cú trời giáng vào mặt. Sydney nghĩ rằng chính Cecilia đánh mình nên gọi bố vào. James không hiểu chuyện gì đang xảy ra nhưng anh cũng không còn tin Cecilia nữa và đưa Sydney đến một nơi khác để cô bé bớt hoảng loạn. Cecilia ở nhà một mình và có một trận ẩu đả với Kẻ vô hình kia.
Biết không thể đánh lại hắn ta, Cecilia vội vàng chạy ra ngoài đường, bắt Uber đến căn biệt thự của Adrian để tìm hiểu sự thật. Ở đây, cô phát hiện ra bộ giáp được Adrian chế tạo, giúp người mặc trở nên vô hình. Cô cất giấu bộ đồ này đi và chạy thoát khỏi căn biệt thự khi Adrian về tới.
Cecilia hẹn gặp em gái ở một tiệm ăn người Nhật đông đúc để tránh bị Kẻ vô hình tấn công. Cô chuẩn bị kể cho em mình nghe về bí mật mà cô khám phá được thì em gái cô bị một con dao cứa ngang cổ và con dao gây án được đặt vào tay Cecilia. Bị tình nghi là kẻ giết người, Cecilia bị bắt giam trong bệnh viện tâm thần dành cho nghi phạm. Các bác sĩ ở đây cho biết Cecilia đã mang thai được 1 tháng.
Tom đến gặp Cecilia trong bệnh viện và thông báo rằng khoản thừa kế của cô bị chấm dứt vì cô đã dính líu đến pháp lý. Đến đây, anh ta khuyên Cecilia hãy trở về bên Adrian và giữ đứa con thì mọi chuyện sẽ ổn thỏa. Cecilia không đồng ý và lấy trộm cây viết của Tom.
Cecilia thừa biết rằng Kẻ vô hình là Adrian sẽ không để cô và con chết nên tìm cách dụ hắn xuất hiện. Tối đó, cô lấy cây viết định rạch tay tự tử thì Kẻ vô hình xuất hiện để ngăn cản. Hàng loạt cảnh sát ở bệnh viện bị Kẻ vô hình sát hại. Hắn nói rằng sẽ trừng phạt hành động của Cecilia bằng cách giết những người cô yêu thương. Nạn nhân kế tiếp là cô bé Sydney đang ở nhà một mình.
Cecilia vội cướp một chiếc xe để đuổi theo Kẻ vô hình. Cô gọi điện báo cho James về nhà gấp. James về đến nhà thì kịp cứu Sydney nhưng anh lại bị hắn “nện” cho thừa sống thiếu chết. May thay, Cecilia đến kịp, dùng bình cứu hỏa để nhận diện vị trí của Kẻ vô hình và không thương tiếc tặng cho hắn liên tục 4-5 phát đạn. Khi kẻ thủ ác ngã xuống, mọi người lật mặt nạ ra thì phát hiện Kẻ vô hình chính là Tom.
Cảnh sát đến nhà Adrian để kiểm tra thì phát hiện ra anh ta đang bị giam dưới hầm nhà và bị trói chân cột tay. Cảnh sát tin rằng Tom là kẻ chủ mưu đứng sau mọi chuyện và Adrian là người bị hại. Tuy nhiên, Cecilia không tin vào điều đó nên cô chủ động hẹn Adrian ăn tối tại nhà anh ta.
Cecilia đến gặp Adrian, trên người cô có cài thiết bị nghe lén, trong khi James đợi ở ngoài nghe cuộc hội thoại của 2 người. Cô ra sức thuyết phục Adrian nhận tội nhưng anh ta nhất mực chối bỏ. Cecilia giả vờ đi tắm nhưng kỳ thực là chạy vào tủ, mặc bộ đồ tàng hình, cắt cổ Adrian và dàn dựng như một vụ tự tử.
Cô bước ra khỏi nhà Adrian, trên tay cầm túi đựng bộ đồ tàng hình. James chạy vào gặp Cecilia thì anh hiểu ra mọi chuyện nhưng vì tình bạn, anh phải đồng ý rằng Adrian đã tự tử chứ không phải bị sát hại.

## Diễn viên
- Elisabeth Moss trong vai Cecilia Kass
- Aldis Hodge trong vai James Lanier, một thám tử cảnh sát San Francisco, cha của Sydney và là bạn thời thơ ấu của Cecelia
- Storm Reid trong vai Sydney Lanier, con gái tuổi teen của James
- Harriet Dyer trong vai Emily Kass, em gái của Cecelia
- Michael Dorman trong vai Tom Griffin, anh trai và luật sư của Adrian
- Oliver Jackson-Cohen với tư cách Adrian Griffin
- Benedict Hardie trong vai Marc
- Amali Gold vai Annie
- Sam Smith trong vai thám tử Reckley
- Nash Edgerton với tư cách là nhân viên bảo vệ